# Das Baby auf dem Schlachtschiff
Das Baby auf dem Schlachtschiff ist ein britischer Spielfilm aus dem Jahre 1956 von Jay Lewis mit John Mills und Richard Attenborough in den Hauptrollen. Der Geschichte liegt ein Roman von Anthony Thorne zugrunde.

## Handlung
Die Geschichte spielt Mitte der 1950er Jahre unter britischen Marinesoldaten im Mittelmeer. Eine Gruppe von Matrosen eines Schlachtschiffs der Royal Navy geht an Land, um durch Neapel zu bummeln und einen Freund zu besuchen, der hier eine Bäckerei betreibt. Der Mann hat zwölf Töchter und, zu seinem großen Stolz und auch zur Erleichterung, überdies einen kleinen Sohn. Damit einer der britischen Matrosen die älteste Tochter, Maria, zu einem abendlichen Bummel mit anschließendem Tanz ausführen kann, muss, so will es der Herr Papa, der kleine Sohn mitgenommen werden. Puncher Roberts hat den Ruf, keinem Zweikampf aus dem Weg zu gehen und auch mal gern einen über den Durst zu trinken. Er verspricht seinen Kumpels aber hoch und heilig, sich diesen Abend zusammenzureißen. Und doch wird er prompt von zwei Matrosen eines anderen Schiff provoziert und beginnt einen Kampf. Währenddessen tanzt sein Freund Knocker White mit der ältesten Tochter. Während der Schlägerei wird Puncher bewusstlos geschlagen. Beim Eintreffen der Polizei suchen Knocker und seine Tanzpartnerin Maria das Weite und lassen den kleinen Jungen, das titelgebende „Baby“, auf dem Tanzgrund zurück.
Als Puncher wieder zu Bewusstsein kommt, sind alle gegangen, nur er und das Baby sind noch da. Da er weder seinen Kumpel Knocker noch Maria, die Schwester des Kindes, finden kann, schmuggelt er kurzerhand das Baby an Bord seines Schiffes und hinterlässt am Kai eine in Kreide verfasste Nachricht, in der er Knocker mitteilt, dass er „Nummer 13“ (also das Kleinkind) mit an Bord genommen hat. Nun hat Puncher alle Hände voll zu tun, denn ein Baby ist kein Selbstversorger: Es muss gewaschen, getrocknet und gefüttert werden. Da Puncher alles über den Kopf zu wachsen droht, bittet er kurzerhand seine Matrosenkumpels an Bord, ihm in Sachen Baby zu helfen. Dabei haben die Matrosen alle Hände voll zu tun, dass keinem der ranghohen Vorgesetzten der „blinde Passagier“ auffällt – und das alles, während auf hoher See eine Reihe von gemeinsamen Militärübungen mit alliierten Seekräften vor der Küste Italiens abgehalten werden. Derweil ist Knocker mit Maria zu ihrer Familie heimgekehrt, wo man sich große Sorgen über das verschwundene Baby macht. Als Punchers Schiff während der Seeübungen gezwungen wird, sich überlegenen Kräften zu ergeben, kann sein wichtigtuerischer Kapitän die Anwesenheit des Babys nutzen und es als Grund für seine Niederlage nennen. Man sei ja aus Verantwortungsbewusstsein nicht voll einsatzfähig gewesen. Das Schlachtschiff kehrt in den Hafen zurück, und die ganze Familie wird an Bord wieder vereint.

## Produktionsnotizen
The Baby and the Battleship wurde am 10. Juli 1956 uraufgeführt. Die deutsche Premiere fand am 2. August 1957 statt.
John Howell entwarf die Filmbauten, Peter Mullins assistierte ihm dabei. Ronnie Taylor war einfacher Kameramann unter Chefkameramann Harry Waxman. Muir Mathieson übernahm die musikalische Leitung.
Bryan Forbes verfasste auch die Dialoge.
Antony Darnborough beendete mit diesem Streifen nach nicht einmal neun Jahren seine Tätigkeit als Kinospielfilmproduzent.

## Synchronisation
| Rolle                      | Darsteller           | Synchronsprecher      |
| -------------------------- | -------------------- | --------------------- |
| Puncher Roberts            | John Mills           | Fritz Tillmann        |
| Knocker White              | Richard Attenborough | Harry Wüstenhagen     |
| Marschall                  | André Morell         | Paul Wagner           |
| Professor Evans            | Bryan Forbes         | Ottokar Runze         |
| Captain Hugh               | Michael Hordern      | Siegfried Schürenberg |
| George                     | Lionel Jeffries      | Alexander Welbat      |
| Chief Petty Officer Blades | Harry Locke          | Bruno W. Pantel       |
| Harry                      | Gordon Jackson       | Heinz Palm            |
| Waffenmeister              | Duncan Lamont        | Benno Hoffmann        |

## Kritiken
Das Lexikon des Internationalen Films urteilt: „Als während eines Flottenmanövers unbeabsichtigt ein italienisches Baby mit auf die Reise eines britischen Kriegsschiffes geht, geraten einige Matrosen beim Versorgen und Verstecken des Kindes gehörig ins Schwitzen. Tolpatschig-komisch und anspruchslos, aber ein netter Film zum Schmunzeln.“
Der Movie & Video Guide nannte den Film nur „einigermaßen amüsant“.
Halliwell’s Film Guide fand, es gäbe hier „eine Menge Konfusion … aber nur wenig, worüber man lachen“ könne.